# Дяволска гъба
Дяволската гъба, позната още като синкавица или отровна манатарка (Rubroboletus satanas), е вид отровна базидиева гъба от семейство Манатаркови (Boletaceae). Тя лесно може да бъде сбъркана с обикновената манатарка, червеностъблената манатарка и огнената манатарка.

## Характерни белези
- Гугла: С различен диаметър от 10 до 25 cm при развитата гъба. Цветът на кожицата е сивобелезникав до бледокафяв с жълто-зелен оттенък. Кожицата е леплива и не се отделя от плодното месо, което при разчупване става синьо, а при престояване на открито – черно. Гуглата отдолу е червена, а при ядливата манатарка е зеленикава.
- Тръбички: Къси, незаловени за пънчето (при натискане посиняват), порите са жълто-червени.
- Спори: Жълти
- Споров прашец: Жълтозеленикав, до кафяв.
- Пънче: Високо 5 – 12 cm и доста дебело (около 4 – 10 cm), с бухалковидна форма. В горната част е жълто, а в основата – сиво-жълто до кафяво (също при натиск и нараняване става синьо-зелено). По цялото пънче има карминеночервен мрежест рисунък. Гъбата се появява през лятото, расте и през есента в широколистните и иглолистни гори. Съдържа атропинови токсини, които поразяват храносмилателната система на човека. Дяволската гъба може да се сбърка с манатарка.